# José Carreras (militar)
Terrateniente santafesino de origen cordobés, José Carreras (1820-1902) fue un claro exponente de la adecuación de las élites al cambiante siglo XIX. 
En su juventud participó de la estructura militar del rosismo, al igual que muchos otros estancieros..., y al igual que muchos otros estancieros, supo a tiempo cambiar de bando para mantener y acrecentar su fortuna. 
Es así como luego de la Batalla de Caseros se lo encuentra decididamente del lado de la Confederación Urquicista. En esos años considerables extensiones de campo en el extremo sur de la provincia de Santa Fe, región que hasta poco tiempo antes era considerada el natural campo de batalla deadquiere nuestras guerras civiles, pero de gran porvenir. 
Cuando el Modelo Agroexportador se consolida a partir de la década de 1880, José Carreras acrecienta notablemente su fortuna al vender parte de sus campos a la Compañía de Tierras del Ferrocarril del Sud de Santa Fe y Córdoba. Resultado de esa venta es el surgimiento de nuevas poblaciones alrededor de las estaciones del ramal ferroviario. Algunas de estas mantendrán la impronta nominativa del estanciero.
Santa Teresa será llamada así en honor a su esposa Teresa Luján. Y directamente legará su apellido a otro pueblo: Carreras, ubicado entre Alcorta y San Urbano (Melincué), en el centro de sus vastas propiedades. 
Fue también accionista de la banca rosarina y fuerte especulador inmombiliario. Políticamente fue un hombre ligado al régimen conservador. 
En 1893 era Jefe Político del Departamento General López, y en tal carácter reprimió violentamente a los revolucionarios de la Unión Cívica Radical que intentaron hacerse fuertes en Melincué.
- Datos: Q5817827